# Give Me Everything
Give Me Everything – piosenka amerykańskiego rapera Pitbulla. Została wydana 22 marca 2011 roku jako drugi singel z jego szóstego albumu studyjnego pt. Planet Pit. Utwór został napisany przez Pitbulla, amerykańskiego producenta-tekściarza Ne-Yo oraz holenderskiego producenta i DJ-a Afrojacka. Ne-Yo i Nayer pojawiają się w piosence, natomiast Afrojack jest jej producentem. To kombinacja hip-hopu, popu i Broadwayowskiego teatru. W USA "Give Me Everything" stało się pierwszym utworem Pitbulla, który osiągnął #1 na liście Billboard Hot 100. Piosenka zajęła także pierwsze miejsca w Wielkiej Brytanii, Belgii, Kanadzie, Irlandii i Holandii. Natomiast w pierwszej piątce uplasował się w aż 12 krajach. W Polsce piosenka ta zajęła piąte miejsce w notowaniu najczęściej puszczanych piosenek w 52 stacjach radiowych, czyli Polish Airplay Chart.

## Lista utworów
- Digital download[3]

1. "Give Me Everything" (featuring Ne-Yo, Afrojack and Nayer) – 4:16

- German CD single[4]

1. "Give Me Everything" (featuring Ne-Yo, Afrojack and Nayer) – 4:16
2. "Hey Baby (Drop It to the Floor)" (featuring T-Pain) (AJ Fire Remix) – 4:23

- German CD maxi single[5]

1. "Give Me Everything" – 4:16
2. "Give Me Everything" (Afrojack Remix) – 5:41
3. "Give Me Everything" (Jump Smokers Radio Mix) – 5:25
4. "Give Me Everything" (R3hab Remix) – 5:31
5. "Give Me Everything" (Sidney Samson Remix) – 6:35